# Wie is die man
Wie is die man is een lied van de Nederlandse rapper Kevin. Het werd in 2022 als single uitgebracht.

## Achtergrond
Wie is die man is geschreven door Joey Moehamadsaleh en Kevin de Gier en geproduceerd door Jordan Wayne. Het is een nummer dat past in het genre nederhop met effecten uit de house, wat afwijkt van de gebruikelijke muziekstijl van Kevin. In het lied rapt Kevin over een succesvol persoon die zelfverzekerd door het lieven gaat. 

## Hitnoteringen
Kevin had bescheiden succes met het lied in Nederland. Het kwam tot de 35e plaats van de Single Top 100 in de twee weken dat het in deze hitlijst te vinden was. De Top 40 en haar Tipparade werden niet bereikt.